# Alvania kyskaensis
Alvania kyskaensis är en snäckart som beskrevs av Bartsch 1917. Alvania kyskaensis ingår i släktet Alvania och familjen Rissoidae. Inga underarter finns listade i Catalogue of Life.